# Estret d'Isanotski

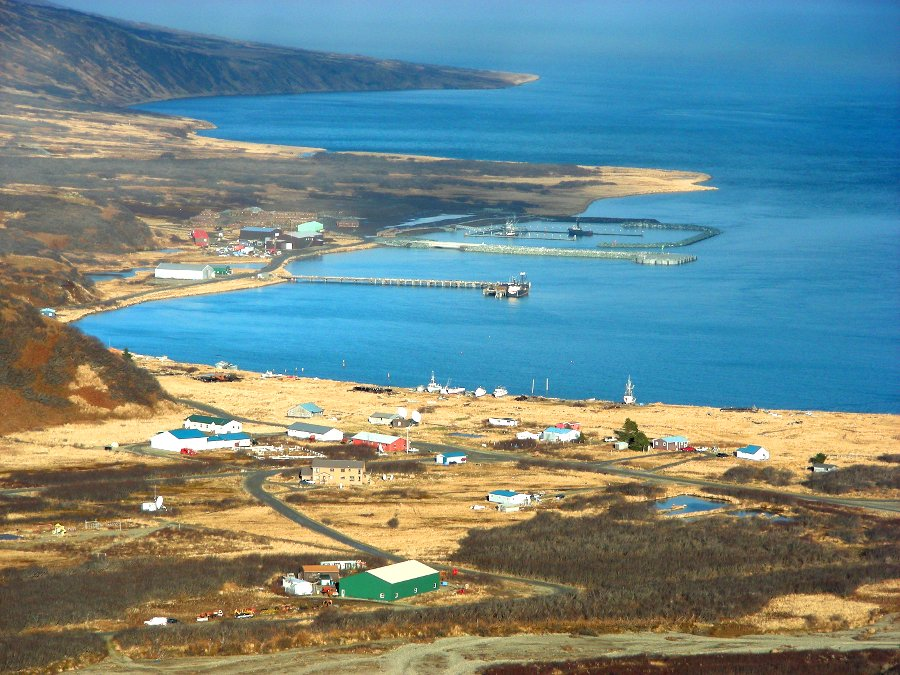
El poble de False Pass, Alaska, a l'estret d'Isanotski

L'estret d'Isanotski és un estret que connecta el nord de Golf d'Alaska amb el mar de Bering, a l'estat dels Estats Units d' Alaska . Isanax (és a dir, el nom en Aleut per l'estret d'Isanotski actual) significa el buit, el forat, o la llàgrima en el llenguatge aleut que es va representar com Isanotski (o Issanakskie, Isanotskoi, Isanakh, etc.). al transliterar-lo del rus. L'estret apareix com Исанакъ el 1802 i Исаноцкый el 1844 en mapes russos.
L'estret és utilitzat per la majoria de vaixells de menys de 200 peus (61 m) de longitud, quan viatgen entre el nord d'Alaska i els punts al sud-oest i sud-est d'Alaska i els "48 estats baixos". La ciutat de False Pass, Alaska està situada a l'estret d'Isanotski.

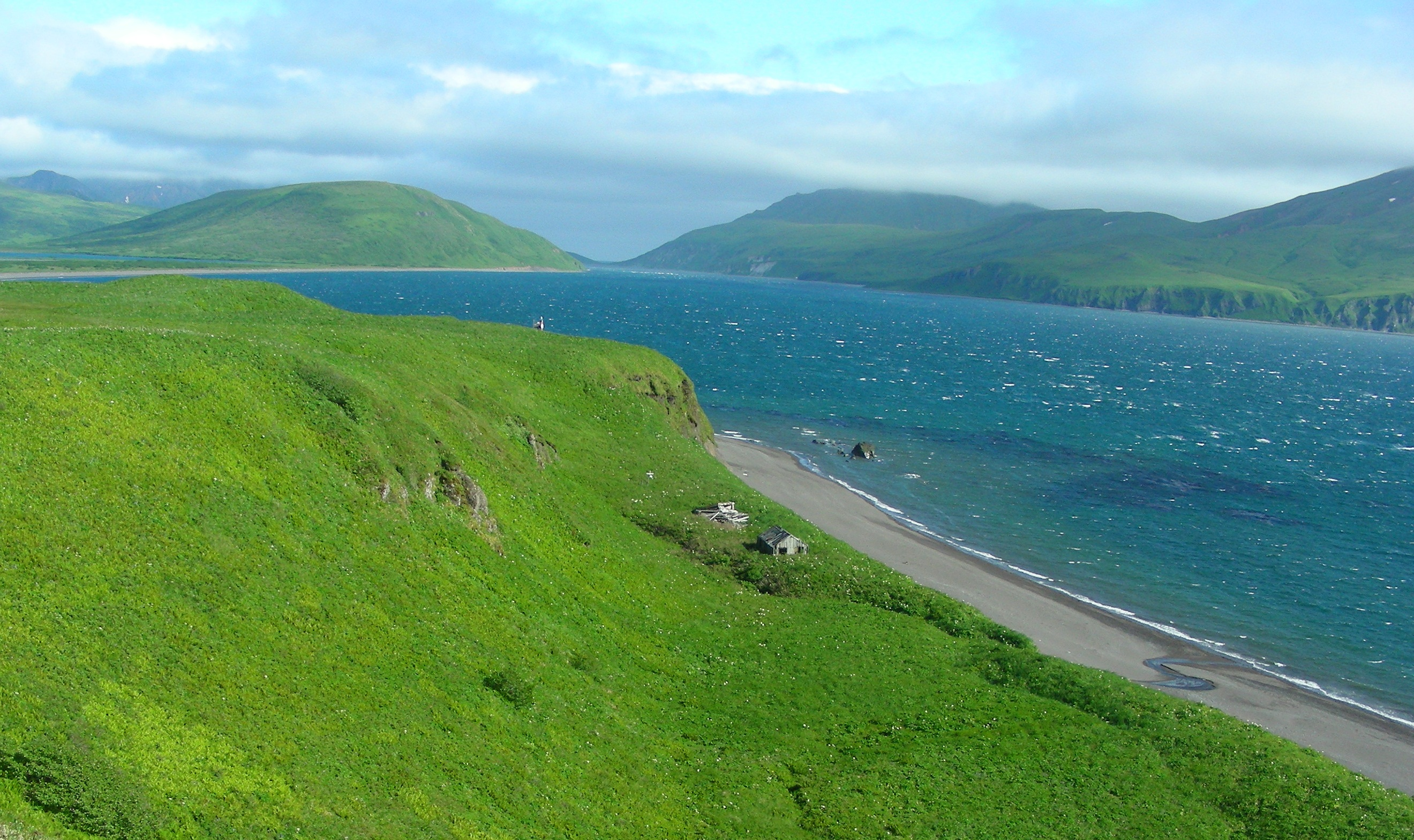
Ikatan Bay en foreground, amb entrada a Isanotski Strait dins fons.

## Geografia
L'estret d'Isanotski i la badia d'Ikatan separen la península d'Alaska de l'illa Unimak, la primera de les illes Aleutianes.
L'estret d'Isanotski té la seva entrada al sud a l'extrem nord-oest de la badia d'Ikatan. Traders Cove, al costat oriental d'aquest estret a unes 7 milles per sobre de l'entrada de la badia d'Ikatan, és un bon ancoratge. Morzhovoi, una missió i poble nadiu, es troba al costat sud.
L'entrada nord, té forts corrents de marees, que es veuen afectats pels forts vents del nord o del sud. Hi ha un altiplà molt extens o plana, a la part més septentrional i més àmplia de l'estret, que s'estén cap a l'est del camí del canal i cap al sud de la sortida al mar de Bering. Just a fora d'aquesta sortida, a una distància entre 1-2 milles (1.6-3.2 km), hi ha una línia de bancs, amb trencament, que s'estenen des del punt nord-est de l'illa Unimak en direcció nord-est de 5-6 milles (8,0 -9,7 km) paral·lel a la costa.
La pujada mitjana de la marea a Ikatan Bay és de 4,5 peus. A l'angosta part meridional de l'estret d'Isanotski, els corrents de les marees tenen una velocitat de 7 a 9 milles o més, i es diu que pràcticament el corrent canvia de sentit al voltant de tres hores després de l'aigua alta o baixa a Ikatan Bay.

## Història
Aquest estret va ser usat per a un pas segur durant milers d'anys pels nadius Aleut i després pels russos durant la colonització de la zona de l'Amèrica russa.
A la dècada de 1900, va ser utilitzat per embarcacions lleugeres construïdes als ports de Puget Sound per al servei del riu Yukon, servint de pas als ports de Puget Sound a St. Michael. Va ser el camí pràctic perquè aquests vaixells passessin pels passatges de l'interior del sud-est d'Alaska, travessessin el Cross Sound i giressin al voltant de les illes de la península d'Alaska, a través de l'estret d'Isanotski o el Pas d'Unimak. L'estret d'Isanotski era preferible al Pas d'Unimak per als vaixells fluvials, ja que era més proper i tenia molts ancoratges protegits i llocs on es podia obtenir aigua dolça.